# 拜克曼島

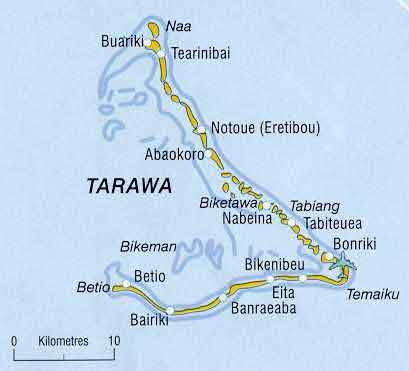
拜克曼島位於塔拉瓦環礁的中央

拜克曼島（英語：Bikeman Island）是一個位於基里巴斯的已淹沒島嶼。由於興建了一條連接贝蒂欧（Betio）和拜里基（Bairiki）的堤道，使比克曼島的沙被洋流帶走且堆積在堤道旁，洋流無法形成循環把沙帶回比克曼島。該島於1990年代初淹沒。現在站在比克曼島上，海水會淹到膝蓋高。